# Guy Frómeta
Luis Edgardo Frómeta Ceara, más conocido como Guy Frómeta (Santo Domingo, República Dominicana, 16 de julio de 1965), es el ex baterista de Juan Luis Guerra y Luis "El Terror" Días.

## Biografía
Nació el 16 de julio de 1965, en la ciudad de Santo Domingo, interesándose por el instrumento desde los 5 años de edad. Su interés por la música es una tradición de familia, ya que es sobrino del hoy fallecido Billo Frómeta, músico y director de orquesta dominicano que se radicó en Venezuela. Estudió con los profesores Joel Rosenblatt, Zach Danziger y Sam Ulano.
En 1983, Luis Días lo introdujo como baterista del Transporte Urbano, grupo al que se le vinculó durante toda su existencia. Paralelamente durante los años ochenta trabajó con el grupo OFS de Juan Francisco Ordóñez y fue músico de artistas como Sonia Silvestre y Patricia Pereyra, entre otros. Después, emigró a Nueva York para regresar a Santo Domingo varios años más tarde.
Frómeta ha desarrollado un estilo imbuido por el mainstream neoyorquino, influenciado por una ecléctica mezcla de elementos provenientes del rock y el jazz latino. Ha colaborado con músicos como Gonzalo Rubalcaba, Paquito de Rivera, Víctor Víctor, Leni Stern, Chichí Peralta, JLS y el grupo 440 de Juan Luis Guerra, entre otros.